# Novela bizantina
La novela bizantina, o libros de aventuras peregrinas, es un género literario narrativo que representó un reavivamento de la novela griega antigua de los tiempos romanos. Obras clasificadas como novelas bizantinas fueron escritas por griegos bizantinos del Imperio romano de oriente durante el siglo XII.
Bajo la dinastía de los comnenos, escritores bizantinos de la Constantinopla del siglo XII reintrodujeron la antigua literatura novelística griega, imitando su forma y época pero cristianizando en cierto modo su contenido. De ahí que las historias bizantinas sean tradicionales en su estructura argumental y su ambientación (con complejos giros de los acontecimientos que tienen lugar en el Mediterráneo antiguo, con todo y dioses y creencias antiguos), pero también medievales, en tanto pertenecen claramente a la época de las Cruzadas, ya que reflejan costumbres y creencias de entonces. Entre la última novela de la Antigüedad tardía y la primera de este renacimiento medieval median ocho siglos.
En la actualidad sólo sobreviven cuatro de estas obras, una de las cuales está escrita en prosa: Los amores de Ismene e Ismenias, de Eustacio Macrembolita. Dos están en dodecasílabo: Rodante y Dosicles, de Teodoro Pródromo, y Drosila y Charicles, de Niketas Eugenianos. Una última está en «verso político», Aristandro y Calitea de Constantino Manasés, pero sólo sobreviven fragmentos.
Novelas medievales posteriores, de alrededor del siglo XIV, continuaron esta tradición literaria, incluyendo los anónimos Beltandro y Crisanta, Calímaco y Crisóforo, y Libistro y Rodamne. El género se desarrolló en España durante los siglos XVI y XVII a imitación de los autores helenísticos de la novela griega, en especial, Heliodoro de Émesa.

## Modelos
Es preciso deslindar claramente lo que es novela griega antigua de lo que es novela del Imperio bizantino. En esta última hay que mencionar Florio y Blancaflor; Rodante y Dosicles, de Teodoro Pródromo; Livistro y Rodamna; Imberio y Margarona; Calímaco y Crisórroe; Ismene e Ismenias y algunas más, todas ellas entre los siglos XII y XIV. Las griegas son muy anteriores.
Sin duda los más influyentes modelos para la novela bizantina moderna, nacida en el renacimiento del siglo XVI, están en la novela griega antigua. Sobre todo, la Historia etiópica o Los amores de Teágenes y Cariclea, de Heliodoro de Émesa, una novela griega del siglo III d. C. que narra la historia de una princesa etíope, Cariclea, abandonada en tierra extraña al nacer. Años después, esta conoce al joven Teágenes y se enamoran. A continuación, se ven obligados a iniciar un viaje repleto de peligros y pruebas que, a veces juntos, a veces separados, superan. Finalmente, son capturados por el rey de Etiopía que, cuando está a punto de sacrificar a Cariclea al dios Sol, la reconoce como hija. La obra acaba felizmente con el matrimonio de los protagonistas.
Los amores de Leucipa y Clitofonte de Aquiles Tacio, novela griega del siglo II d. C., donde Clitofonte relata a un amigo las diversas aventuras que él y Leucipe tuvieron que superar antes de estar felizmente unidos.

## Recepción de los modelos en España

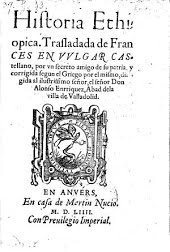
Portada de la primera versión en castellano de La Historia etiópica o Los amores de Teágenes y Cariclea, de Heliodoro de Émesa, publicada en Amberes en 1554.

Ya en la Edad Media se había visto la influencia de la novela griega en el libro de Apolonio del siglo XIII d. C., Sin embargo, este influjo no había sido directo, sino a través de la Historia de Apolonio, rey de Tiro (Historia Apolonii Regis Tyrii ), atribuida a Celio Simposio y escrita durante los siglos V y VI d. C. que se inspiraba a su vez en la novela griega.
No es hasta el Renacimiento cuando se redescubre en Europa occidental la novela griega original y difunde ampliamente. Es fácil establecer una relación directa entre el redescubrimiento de estas obras y el nacimiento de la novela bizantina.
La Historia etiópica de Heliodoro de Émesa fue hallada en 1526 entre las ruinas de la biblioteca de Matías Corvino, rey de Hungría. A partir de este códice se realizó la edición princeps en 1534 y no tardó en ser traducido al latín y otras lenguas europeas. En 1554 apareció en Amberes la primera versión española y en 1587 la exitosa versión de Fernando de Mena que fue editada en tres ocasiones durante el siglo XVII.
Las aventuras de Leucipa y Clitofonte de Aquiles Tacio se adaptó al español en 1552 por Alonso Núñez de Reinoso, pocos años después de la traducción italiana de Lodovico Dolce (Venezia, Giolito de Ferraris, 1547) de la que se sirvió este poco conocido escritor, que se apropió del texto, cambiándole significativamente el título en Historia de los amores de Clareo y Florisea y de los trabajos de Ysea, con otras obras en verso, parte al estilo español y parte al italiano, agora nuevamente sacada a luz, pero lo publicó no en España, sino en el mismo impresor veneciano que había tirado la versión italiana, Gabriel Giolito de Ferraris. Ya existía una traducción latina parcial, publicada en 1544 por Annibale della Croce. La primera traducción más fiel del texto en castellano, aunque no está claro de qué texto se sirviera, fue la de don Diego de Ágreda y Vargas, Los más fieles amantes Leucipe y Clitofonte, historia griega por Aquiles Tacio Alexandrino, traducida, censurada y parte compuesta por d. DAV (Madrid, Juan de la Cuesta, 1617).

## Características
La mayoría de las novelas bizantinas responden a un esquema común: dos jóvenes amantes, que desean casarse, encuentran graves obstáculos que se lo impiden (forzada separación, viajes peligrosos, naufragios, cautiverio, etc.) hasta que, finalmente, consiguen la realización de sus anhelos al encontrarse y comprobar, con satisfacción, que su amor ha permanecido fiel y se ha fortalecido en medio de tantas pruebas y contratiempos arriesgados.
Las obras adscritas a este género coinciden normalmente en los siguientes puntos temáticos:
- Los protagonistas son una pareja de amantes obligados a separarse, prometiendo antes guardar la virginidad y mantenerse fieles.
- Castidad. El amor que se profesan los protagonistas es un amor casto y puro según la tradición neoplatónica que habían definido León Hebreo y Marsilio Ficcino. Como antítesis de este amor puro y casto, aparecen personajes degradados, víctimas de sus deseos y apetencias sexuales, que ponen a prueba la fidelidad de los amantes. Esta exaltación del amor casto y de los afectos puros responde a una visión moralizadora de la vida que convierte a estas obras en el modelo ideal de lectura moralizante frente a la literatura caballeresca.
- La acción argumental se plantea en forma de viaje. El mar simboliza la idea de la inestabilidad de la vida del hombre y los obstáculos fortuitos con los que se topa a lo largo de su existencia y que debe superar. Un naufragio, una tormenta o un golpe de azar pueden provocar la separación de los dos amantes o su repentino encuentro. El objetivo del viaje es, por tanto, mostrar la fortaleza del amor de los dos amantes.
- La mentira, el disfraz y los engaños constituyen la estrategia utilizada por los protagonistas para alcanzar sus fines. No se considera como ejemplo de conducta negativa, sino la única vía para superar las adversidades que se les presentan a lo largo del viaje.

Entre las técnicas narrativas más relevantes están:
- Comienzo in medias res, es decir, no se narran los hechos de una manera lineal, sino que se inicia la narración en un punto concreto de la trama, retrocediendo cuando es necesario dar respuestas que rellenen esos vacíos creados desde el inicio de la novela.
- Las novelas bizantinas están ordenadas sobre un viaje, auténtico hilo conductor de las obras. Esta estructura permite la introducción de numerosos temas y tramas secundarias dentro de la trama principal.
- Anagnórisis. Al final de las novelas se produce el reconocimiento de los amantes a partir de algún objeto o detalle de la niñez. Este procedimiento narrativo se denomina anagnórisis.
- Final feliz. El suceso concluye felizmente, como premio a los trabajos o esfuerzos de los protagonistas.

Se trata de un género de estirpe clásica. Los valores descubiertos en cuanto a la técnica narrativa: verosimilitud de la acción y descripción de espacios, verdad psicológica de los personajes, ingenio de la composición y, sobre todo, en el contenido: visión moralizadora de la vida, exaltación del amor casto y de los afectos puros promotores de felicidad, castigo del amor ilícito, abundancia de máximas y sentencias, etc., convierten a estas obras en el modelo ideal de lectura humanista frente a la invasión de la literatura caballeresca.

## Obras representativas
Las novelas adscritas al género son pocas y se localizan en la segunda mitad del siglo XVI y primera mitad del siglo XVII.
- Historia de los amores de Clareo y Florisea y los trabajos de la sin ventura Isea (1552), de Alonso Núñez de Reinoso. Esta primera novela bizantina española imitaba Los amores de Leucipe y Clitofonte de Aquiles Tacio.
- Selva de aventuras (1565), de Jerónimo de Contreras
- El peregrino en su patria (1604), de Lope de Vega, que se singulariza por nacionalizar el género haciendo que casi todos los viajes y aventuras transcurran dentro de la misma España e incluir poemas y autos sacramentales.
- Los trabajos de Persiles y Sigismunda (1617), de Miguel de Cervantes. La influencia de la novela bizantina se amplía a una de sus Novelas ejemplares: El amante liberal, donde aparecen rasgos del género.
- Los amantes peregrinos Angelia y Lucenrique, (compuesta entre 1623 y 1625), obra anónima.
- Historia de Hipólito y Aminta (1627), de Francisco de Quintana, que llegó a alcanzar cuatro ediciones.
- Historia de las fortunas de Semprilis y Genorodano (1629), de Juan Enríquez de Zúñiga,
- Eustorgio y Clorilene, historia moscóvica (1629), de Enrique Suárez de Mendoza y Figueroa,

Después, la novela bizantina adquirió una gran carga alegórica y moral que impulsó su crisis como género narrativo. Esta etapa la testimonian obras como el León prodigioso (1634) y Entendimiento y verdad (1673) de Cosme Gómez Tejada de los Reyes, y El Criticón (1651, 1653 y 1657) de Baltasar Gracián.